# Saint-Pey-d’Armens
Saint-Pey-d’Armens település Franciaországban, Gironde megyében. Lakosainak száma 185 fő (2022. január 1.). Saint-Pey-d’Armens Saint-Étienne-de-Lisse, Saint-Hippolyte, Saint-Laurent-des-Combes, Saint-Magne-de-Castillon, Sainte-Terre és Vignonet községekkel határos.

## Népesség
A település népessége az elmúlt években az alábbi módon változott:
| Lakosok száma | 393  | 316  | 304  | 266  | 216  | 209  | 196  | 187  | 185  | 185  |
|               | 1968 | 1982 | 1990 | 2006 | 2013 | 2015 | 2017 | 2019 | 2020 | 2022 |